# 国際連合安全保障理事会決議1401
国際連合安全保障理事会決議1401（こくさいれんごうあんぜんほしょうりじかいけつぎ1401、英: United Nations Security Council Resolution 1401）は、2002年3月28日に国連の安全保障理事会で採択されたアフガニスタン情勢に関する決議。略称はUNSCR1401。

## 概要
国連安保理決議1401は、2001年12月5日に調印されたボン合意を再確認し、先行の決議1386に基づき、国際治安支援部隊（ISAF）設置の承認（authorize）に引き続いて、国連アフガニスタン支援ミッション（UNAMA）の設置を支持（endorse）するもの。決議は全会一致で採択された。

## 主な内容
1. 国際連合事務総長報告（S/2002/278）に基づくUNAMAの設立を本決議採択後12ヶ月の間支持する。
2. 国際連合事務総長特別代表への強い支援を再確認する。
3. 国際連合事務総長特別代表およびアフガニスタン暫定政府およびその後継政府とアフガニスタン支援グループ各国が緊密に連携することを要請する。
4. 復興支援はアフガニスタン暫定政府およびその後継政府を通じて行われるべきものであること強調する。
5. アフガニスタンの全勢力にUNAMAへの協力とともにUNAMA要員の安全確保に努めることを要請する。
6. 国際治安支援部隊に事務総長特別代表と緊密に連携することを要請する。
7. 事務総長に本決議の履行状況を4ヶ月に一度報告することを要請する。